# Vitbukig kejsarduva
Vitbukig kejsarduva (Ducula forsteni) är en fågel i familjen duvor inom ordningen duvfåglar.

## Utseende och läte
Vitbukig kejsarduva är en stor och spektakulärt tecknad duva. Fjäderdräkten är grön med kraftigt kontrasterande ljusgrått huvud. Den är mörk på hals och bröst, medan buken är vit och undergumpen kastanjebrun. På den i övrigt mörka stjärten syns ett brett vitt band. Ögat är gult med en röd ögonring runt. I vissa delar av fjäderdräkten syns en bronsaktig glans, framför allt på halssidan. Lätet är mycket djupt och tvåstavigt, återgivet som "woop-mooo". Ett enstavigt "woop" kan också höras.

## Utbredning och systematik
Fågeln förekommer i bergstrakter på Sulawesi och i Sulaöarna (Taliabu och Mangole). Den behandlas som monotypisk, det vill säga att den inte delas in i några underarter.

## Levnadssätt
Vitbukig kejsarduva hittas i skog och skogsbryn, framför allt i bergstrakter och mer sällan på lägre höjder. Där ses den enstaka, i par eller i smågrupper i skogens övre skikt.

## Status
Trots det begränsade utbredningsområdet och att den tros minska i antal anses beståndet vara livskraftigt av internationella naturvårdsunionen IUCN. 

## Namn
Fågelns vetenskapliga artnamn hedrar Eltio Allegondus Forsten (1811-1843), holländsk zoolog och samlare av specimen i Ostindien 1838-1843.